# هیلده گرگ
هیلده گرگ (انگلیسی: Hilde Gerg؛ زادهٔ ۱۹ اکتبر ۱۹۷۵) اسکی‌باز آلپاین اهل آلمان بود.